# Vyšná Hutka
Vyšná Hutka (in ungherese Felsőhutka) è un comune della Slovacchia facente parte del distretto di Košice-okolie, nella regione di Košice.